# Jump Up
A Jump Up a dél-koreai F.T. Island együttes első középlemeze, melyet 2009. február 11-én jelentettek meg. A lemezről a Bad Woman című dalhoz készült videóklip, már az új felállásban, Szong Szunghjon (Song Seung-hyun) gitárossal.

## Számlista
| #  | Cím                                                              | Dalszöveg                            | Zene                                 | Hossz |
| -- | ---------------------------------------------------------------- | ------------------------------------ | ------------------------------------ | ----- |
| 1. | 나쁜 여자야 Nappun jodzsa (Nabbeun yeoja) (Bad Woman)            | Lju Dzsehjon (류재현, Ryu Jae-hyeon) | Lju Dzsehjon (Ryu Jae-hyeon)         | 03:52 |
| 2. | 인형처럼 Inhjong cshorom (Inhyeong cheoreom) (Like A Doll)       | Han Szongho (한성호, Han Seong-ho)   | Kim Dzsejang (김재양, Kim Jae-yang)  | 04:20 |
| 3. | 마법 Mabop (Mabeop) (Magic)                                      | Han Szongho (Han Seong-ho)           | Han Szunghun (한승훈, Han Seung-hun) | 03:37 |
| 4. | Missing You                                                      | Lju Dzsehjon (Ryu Jae-hyeon)         | Lju Dzsehjon (Ryu Jae-hyeon)         | 03:34 |
| 5. | 그대와 나 Kudeva na (Geudewa na) (You And I)                     | Han Szongho (Han Seong-ho)           | Kim Dzsejang (Kim Jae-yang)          | 04:01 |
| 6. | 어쩌란 말이야 Occsoran marija (Eojjoran mariya) (What Can I Do?) | Han Szongho (Han Seong-ho)           | Han Szunghun (Han Seung-hun)         | 03:33 |